# Boys Over Flowers
Boys Over Flowers ou Boys Before Flowers é uma série sul-coreana baseado no mangá shōjo japonês, Hana Yori Dango (em japonês: 花 より 男子), escrito por Yoko Kamio. Estrelada por Ku Hye-sun, Lee Min-ho, Kim Hyun-joong, Kim Bum, Kim Joon e Kim So-eun. Foi exibida pela KBS2 de 5 de janeiro a 31 de março de 2009.

## Sinopse
Jan Di é uma garota comum de origem humilde que mora com seus pais e seu irmão mais novo, e trabalha na lavanderia da família fazendo as entregas das roupas dos clientes. Ela não é uma garota rebelde e nem gosta de criar confusões, mas quando é para ajudar seus amigos ou não deixar que a humilhem, faz o que é preciso pra se defender. Certo dia, enquanto levava a roupa de um estudante  da Escola Shinhwa, considerada a melhor do país, Jan Di o salva do suicídio, sem saber o porquê de tal ato. Com isso ela ganha uma bolsa de estudos nessa mesma escola, algo que ninguém nunca havia imaginado antes, já que a escola é de elite e apenas para a nata da sociedade. De início ela não aceita a proposta para frequentar tal escola, mas pela pressão da família  acaba cedendo, sem saber o que lhe espera. Na escola, quatro jovens chamados F4 (Flower Four), possuem o respeito de todos e usam do poder para humilhar os estudantes. Para ajudar uma amiga, Jan Di acaba enfrentando o líder do grupo, Gu Jun Pyo, sem pensar duas vezes, e esse, revoltado por tal insolência, faz sua vida impossível dentro da escola. Mas ela não desiste e sempre acaba o ridicularizando. Com o passar do tempo ele percebe que é apaixonado por ela, porém a garota começa a sentir algo mais por outro membro do F4, Yoon Ji Hoo, um rapaz frio e fechado, mas que aos poucos, e por causa dela, começa a se abrir ao exterior e ao amor, tornando-se rival do seu amigo Gu Jun Pyo.

## Elenco

### Elenco principal
- Ku Hye-sun como Geum Jan-di - bolsista da Escola Shinhwa, enfrenta o grupo F4 para defender uma amiga.
- Lee Min-ho como Go Jun Pyo - líder do F4 (o mais popular da escola) e herdeiro do conglomerado Shinhwa.
- Kim Hyun-joong como Yoon Ji-hoo sunbae- membro do F4 e neto do ex-presidente da Coreia do Sul. Seu talento musical chama a atenção de Jan Di e ela começa a se apaixonar por ele.
- Kim Bum como So Yi-jung - é um oleiro habilidoso e membro do F4. Sua família é dona do maior museu de arte do país. O mais mulherengo do grupo, acaba apaixonando-se por Chu Ga-eul, melhor amiga de Jan-di, após muitas decepções amorosas.
- Kim Joon como Song Woobin - membro do F4. Sua família é dona de uma grande empresa de construção e possui conexões importantes com uma grande máfia.

### Elenco secundário
- Kim So-eun como Chu Ga Eul - colega de trabalho e melhor amiga de infância de Jan Di, juntas elas trabalham em uma lanchonete que vende mingau. Chu Ga Eul se apaixona por Yi Jung, um dos membros do F4.
- Kim Hyun-joo como Goo Jun Hee - irmã mais velha de Jun Pyo.
- Lee Hye-yeong como Kang Hee Soo (Presidente Kang) - mãe de Jun Pyo e presidente da empresa Shinhwa.
- Ahn Suk-hwan como Geum II Bong - pai de Jan Di.
- Im Ye-jin como Na Joo Gong - mãe de Jan Di.
- Park Ji-bin como Geum Kang San - irmão caçula de Jan Di.
- Han Chae-young como Min Seo Hyun - é uma famosa modelo coreana e primeiro amor de Jin Hoo.
- Lee Min-jeong como Ha Jae Kyung - é filha de um CEO de sucesso e noiva prometida de Jun Pyo. Embora seu casamento tenha sido arranjado por seus pais, ela acaba se apaixonando por ele.
- Lee Jung-gil como Yoon Seok Young - é avô de Yoon Ji Hoo e ex-presidente da Coreia do Sul.
- Jung Ho-bin como Jung Sang Ruk - secretário-chefe da Presidente Kang (mãe de Jun Pyo).
- Song Suk-ho como Butler Lee - o mordomo da casa de Jun Pyo.
- Lee Si-young como Oh Min Ji - é uma garota de caráter duvidoso que finge ser simpática para conseguir a confiança e amizade de Jan Di, mas por trás arma planos para se aproximar de Jun Pyo.
- Gook Ji-yun como Choi Jin Hee (conhecida por todos como "Ginger") - é líder de um trio de patricinhas chamado "Jin Sun Mi" que são fanáticas pelo F4 e atormentam Jan Di o tempo todo.
- Jang Ja-yeon como Park Sun Ja (conhecida por todos como "Sunny") - é membro do trio "Jin Sun Mi".
- Min Young-won como Lee Mi Sook (conhecida por todos como "Miranda") - é membro do trio "Jin Sun Mi".
- Im Joo-hwan como So II Hyun - irmão mais velho de So Yi Jung que abandona a casa e a família para viver uma vida normal.
- Park Soo-jin como Cha Eun Jae - é amiga de infância e primeiro amor de Yi Jung. Ela é professora de cerâmica de Ga Eul.
- Kim Min-ji como Jang Yu Mi - é uma paciente do mesmo hospital que Jun Pyo se interna ao sofrer um acidente. Ela se aproveita do momento em que ele tem uma "amnésia" para conquista-lo e afastá-lo de Jan Di.
- Jung Ui-chul como Lee Min Ha e Min Jae Ha (o mesmo ator interpreta os dois personagens) - Lee Min Ha é o estudante suicida que é salvo por Jan Di. Mais tarde seu irmão mais velho, um jovem chamado Min Jae Ha  que trabalha como modelo, começa a frequentar a escola Shinhwa para se vingar do F4.
- Kim Ki-bang como Bom Chun Sik - patrão de Jan Di e Ga Eul na lanchonete onde elas trabalham.
- Kim Young-ok - bisavó de Jun Pyo.
- Kim Jong-jin - pai de Yi Jung.

### Participações especiais
- Nam Da Reum - interpreta Jun Pyo quando criança.
- Moon Bin (Astro) - interpreta So Yi Jung quando criança.
- SS501 - faz uma performance special da música "UR MAN". (4º episódio)
- Lee Hae Woo como Host Q - músico que dopa Jan Di. (4º episódio)
- Lee Suk Goo - interpreta o diretor da Escola Shinhwa. (7º episódio)
- Lee Jung Joon como Gong Soo Pyo - namorado de Ga Eul. (episódios 9º e 10º)
- Heo Kyung Hwan - interpreta um MC de um evento de celulares. (10º episódio)
- Jo Soo Bin - interpreta um locutor.
- Lee Jung Sung - interpreta um radiologista. (13º episódio)
- Haiming como Ming - amigo de Ji Hoo que mora em Macau. (episódios 14º e 15º)

## Popularidade
Boys Over Flowers foi um dos maiores marcos culturais sul-coreanos no final dos anos 2000, época na qual a cultura pop coreana estava ganhando imensa popularidade mundialmente, mas com maior força em todo o sudeste asiático.
A novela é considerada ainda nos dias de hoje uma das mais populares, reconhecidas e influentes de todas, sendo tida como referência e influenciando outras novelas ao longo dos anos, além de ter sua trilha sonora ocupando espaços nos topos das paradas coreanas. 
A popularidade de Boys Over Flowers é considerada também um fator do crescimento da Onda Hallyu, um fenômeno cultural de popularização da cultura coreana.
Apesar da sua popularidade, Boys Over Flowers ainda teve diversas controvérsias, como o suicídio da atriz Jang Jayeon em meio as gravações, tendo então sua personagem completamente cortada da história, e as inúmeras acusações de romantização de relacionamentos abusivos.

## Trilhas sonoras
| Álbum # | Informação do Álbum | Faixas |
| ------- | --- | --- |
| 1º      | Boys Over Flowers Original Soundtrack: Part 1 - Vários artistas - Lançamento: 23 de janeiro de 2009 - Gravadora: Doremi Media Co Ltd - Língua: Coreano - Formato: Álbum de estúdio (CD) - Gênero: K-pop | 1. Paradise - T-Max 2. Because I'm Stupid - SS501 3. Do You Know - Someday 4. Stand By Me - SHINee 5. Lucky - Ashily 6. Starlight Tears - Kim Yoo Kyung 7. A Little - Suh Jin Young 8. One More Time - Tree Bicycles 9. I Know (Saxophone Inst.) - Lee Jung Sik 10. Dance with me (Inst.) 11. Blue Flower (Inst.) 12. So sad (Inst.) 13. Opening Title (Paradise Intro.) - T-Max                                                |
| 2º      | Boys Over Flowers Original Soundtrack: Part 2 - Vários artistas - Lançamento: 16 de março de 2009 - Gravadora: Doremi Media Co Ltd - Língua: Coreano - Formato: Álbum de estúdio (CD) - Gênero: K-pop   | 1. Say Yes - T-Max 2. Wish Ur My Love - T-Max feat. J 3. Yearning Heart - A'ST1 4. Making A Lover - SS501 5. What Should I Do - Jisun 6. Love Is Fire - Kara 7. Love U - Howl 8. Almost Like Love - Brand New Day 9. Tears Are Falling - Lee Sang Gon 10. Cellogic (Inst.) - Kim Young Min 11. 다가가다(Inst.)/Approach (Inst.) - Dong Yo 12. Stranger Sun (Inst.) - Park Hye Ri 13. For The Sake Of Love (Inst.) - Park Hye Ri |
| 3º      | Boys Over Flowers OST 2.5 - F4 Special Edition - Vários artistas - Lançamento: 18 de março de 2009 - Gravadora: Mnet Media Co. - Língua: Coreano - Formato: Álbum de estúdio (CD) - Gênero: K-pop       | 1. A Thing Called Happiness - Kim Hyun Joong 2. Something Happened To My Heart - A&T (A'st1 & T-Max) 3. Fight The Bad Feeling (Ballad Ver.) - T-Max 4. Fight The Bad Feeling (Dance Ver.) - T-Max 5. Fight The Bad Feeling (Club Ver.) - T-Max 6. Emptiness - Kim Joon of T-Max 7. I'm Going To Meet Her Now - Kim Bum 8. A Heart Cannot Be Hidden - Lee Ji Hye 9. Bang Bang Boom - T-Max 10. My Everything - Lee Min Ho        |

## Prêmios
- 2009 KBS Drama Awards: Prêmio de Excelência (Ku Hye Sun)
- 2009 KBS Drama Awards: Prêmio Netizen (Ku Hye Sun)
- 2009 KBS Drama Awards: Prêmio de melhor casal (Lee Min Ho, Ku Hye Sun)
- 2009 KBS Drama Awards: Prêmio de melhor ator novato (Lee Min Ho)
- 2009 KBS Drama Awards: Prêmio de melhor atriz (Kim So-Eun)
- 2009 Seoul Drama Awards: Prêmio de melhor ator (Kim Hyun Joong)
- 2009 Seoul Drama Awards: Prêmio de melhor drama
- 45th Baeksang Arts Awards: Prêmio de melhor ator novato (Lee Min Ho)
- 45th Baeksang Arts Awards: Prêmio de Popularidade (Kim Hyun Joong)